# Torre del Bol
La Torre del Bol o Torre del Bolo (en italià, Torre del Buru) és una torre de guaita situada entre el llogaret de Tramerill i els penya-segats de Cap de la Caça, al municipi de l'Alguer, Sardenya, a uns trenta quilòmetres del poble. Es troba a una alçada de 34 metres sobre el nivell del mar, en un promontori amb vistes a l'entrada a la badia de Port del Comte.

## Descripció
A partir d'un informe del capità Marco Antonio Camos, la torre es va construir l'any 1572. Té forma cònic-cilíndrica, d'una planta, està construïda amb pedra calcària; té una alçada d'11 metres i un diàmetre de 10 metres a la base i 8,5 a la part superior.
Com en la majoria de torres sardes, la porta d'entrada està a una alçada d'uns cinc metres del terra per permetre l'accés només amb l'ajuda d'escales de corda o de fusta, que es poden retreure ràpidament en cas de perill. L'interior de la torre té un espai circular de 5,3 metres de diàmetre, amb una alçada màxima de 4,5 metres i cobert per una volta de cúpula.
A la terrassa o pati d'armes s'hi accedeix per una empinada escala, que acaba amb una trapa, originàriament rematada per una garita construïda per protegir dels agents atmosfèrics. A la terrassa hi havia l'anomenada 'mitja lluna', una lleugera estructura semicircular feta de rajoles i canyes que recolzava en una part de la barana, creada per tal d'oferir recer als soldats i municions.